# Semachrysa yananica
Semachrysa yananica är en insektsart som beskrevs av C.-k. Yang och X.-k. Yang 1989. Semachrysa yananica ingår i släktet Semachrysa och familjen guldögonsländor. Inga underarter finns listade i Catalogue of Life.